# Tout un jour
Albums de Isabelle Boulay
Au moment d'être à vous
(2000) Du temps pour toi
(2005)
Singles
1. C'est quoi c'est l'habitude
Sortie : 2004
2. Tout au bout de nos peines (en duo avec Johnny Hallyday)
Sortie : 2004
3. Une autre vie
Sortie : 2005

Tout un jour est un album d'Isabelle Boulay, sorti en 2004.

## Les titres
| 1.    | C'est quoi, c'est l'habitude                          | Lionel Florence / David Gategno                    | 4:09 |
| 2.    | Une autre vie                                         | Francis Cabrel / Francis Cabrel - Thierry Chazelle | 3:54 |
| 3.    | Ici                                                   | Patrice Guirao - Lionel Florence / Pascal Obispo   | 3:32 |
| 4.    | Aimons-nous                                           | Louise Forestier / Daniel Lavoie                   | 3:35 |
| 5.    | Celui qui dort avec moi                               | Didier Golemanas / Jean-Pierre Bucolo              | 3:44 |
| 6.    | Un chanteur sans mélodie                              | Zachary Richard                                    | 3:41 |
| 7.    | En t'attendant                                        | Amanda Sthers / Patrick Bruel                      | 4:20 |
| 8.    | Tout un jour                                          | Didier Golemanas / Daniel Seff                     | 3:43 |
| 9.    | J'irai jusqu'au bout                                  | Catherine Durand                                   | 4:18 |
| 10.   | Jamais                                                | Roger Tabra / Mario Peluso                         | 4:31 |
| 11.   | Tout au bout de nos peines (duo avec Johnny Hallyday) | Didier Golemanas / Daniel Seff                     | 3:32 |
| 12.   | Je sais ton nom                                       | Étienne Roda-Gil / Daniel Seff                     | 5:54 |
| 13.   | Telle que je suis                                     | Daniel Bélanger                                    | 3:59 |
| 14.   | Je voudrais                                           | Didier Golemanas / Daniel Seff                     | 2:17 |
| 15.   | À vous                                                | André Fortin                                       | 4:25 |
| 59:34 |                                                       |                                                    |      |

## Charts

### Charts

#### album
| Année | Région                        | Position |
| ----- | ----------------------------- | -------- |
| 2004  | Wallonie, Belgique (Ultratop) | 36       |
| 2005  | Wallonie, Belgique (Ultratop) | 77       |

#### singles
| Année | titre                       | Région                        | Position |
| ----- | --------------------------- | ----------------------------- | -------- |
| 2004  | Tout au peine de nos peines | Wallonie, Belgique (Ultratop) | 17       |
| 2005  | Tout au peine de nos peines | Wallonie, Belgique (Ultratop) | 7        |

### Certifications
| Pays     | Association  | Certification | Ventes/Équivalence |
| -------- | ------------ | ------------- | ------------------ |
| Belgique | BEA          | Or            | 15 000             |
| Canada   | Music Canada | Or            | 50 000             |
| France   | SNEP         | 2x Or         | 200 000            |

## Musiciens
Source pour l'ensemble de la section :
Réalisation :
- Pierre Jaconelli (titres : 1, 4, 10, 11)
- Benjamin Biolay (titres : 2, 6, 9) + (réalisation) arrangements et direction des cordes :  (titres : 3, 5, 7, 8, 12)
- Marc Pérusse (titre : 13)
- Pierre Nantel (titre : 14)

Basse :
- Laurent Vernerey (titres : 1, 4, 10, 11)
- Nicolas Fiszman (titres : 2, 3, 5, 6, 7, 9)

Contrebasse :
- Dan Hubert (titre : 13)

Batterie : 
- Christophe Deschamps (titres : 1, 4, 10, 11)
- Pierre-Alain Dahan (titres : 6, 12)
- Denis Benarrosh (titres : 2, 9)

Percussions :
- Denis Benarrosh (titres : 2, 3, 5, 7, 9, 10)
- Marc Lessard (titre : 13)

Guitare :
- Pierre Jaconelli (titres : 1, 4, 10, 11)
- Jean-Pierre Bucolo (titre : 5)
- Benjamin Biolay (titres : 3 (+ Rhodes), 7, 12)
- Éric Sauviat (titres : 2, 5, 6, 12)
- Nicolas Fiszman (titre : 7)
- Daniel Bélanger, Marc Pérusse (titre : 13)

Piano :
- Reyn Ouwehand (titres : 6, 12)
- Michel Amsellem (titres : 2, 7, 8, 9)
- Alain Lanty (titre : 11)
- Guy Dubuc (piano électrique titre : 13)
- Julie Lamontagne (titre : 14)

Claviers :
- Benjamin Biolay (titre : 9)

Rhodes :
- Michel Amsellem (titres : 2, 5)
- Benjamin Biolay (rhodes et cordes titre : 6)

Programmations :
- Matthew Vaughan (titres : 1, 4, 10, 11)

Chœurs :
- Elise Duguay (titres : 2, 4)

Violons :
- Christophe Guiot, Elisabeth Pallas, Bertrand Cervera, Elsa Benabdallah (titres : 3, 5, 7)
- Elsa Benabdallah, Maud Ayats (titre : 8)
- Christophe Guiot (violon solo titre : 11)

Alto :
- Marc Desmons (titres : 3, 5, 7)
- Estelle Villotte (titre : 8)

Alto-régie :
- Christophe Briquet (titres : 3, 5, 7)

Violoncelles :
- Philippe Nadal, Jean-Philippe Audin (titres : 3, 5, 7)
- Claude Giron (titre : 8)

Arrangements et direction des cordes :
- David Sinclair Whitaker (titre : 11)

Régie d'Orchestre :
- Philippe Nadal (titre : 11)

Cordes :
- Les Archets De Paris (titre : 11)